# Calice (corallite)
Pour les articles homonymes, voir Calice.

Schéma de la structure interne d'une corallite.

Le calice est le nom donné chez les scléractiniaires à la partie supérieure d'une corallite.